# Sint-Michielskerk (Roeselare)
De Sint-Michielskerk is een kerk in de Belgische stad Roeselare. Het is lange tijd de enige parochiekerk in de stad geweest. Pas sinds 1872 is er een tweede parochie bij gekomen. De kerk werd gebouwd in 1504 nadat ze door een brand in de as werd gelegd. Sindsdien is het de thuishaven voor allerhande kunstwerken. Daarnaast is het de kerk van het decanaat. De 65 meter hoge toren is een van de kenmerkende elementen in het stadsgezicht van Roeselare.

## Geschiedenis
De vroegste sporen van de kerk zijn te dateren in de middeleeuwen. Het was de enige kerk in Roeselare. In 1488 was er een stadsbrand, en gezien de meeste huizen uit hout waren en vlak bij de kerk stonden, was die vrij verwoestend. Ook de kerk werd niet gespaard. Het grootste deel werd herleid tot puin. De oorzaak van de brand waren trouwens Oostenrijkse troepen die de opstand tegen het centraliserende gezag van Maximiliaan wilden vergelden. Maximiliaan was gevangengenomen in Brugge en Filips van Kleef had die opstand geleid. Van Kleef, de heer van Roeselare (en Wijnendale), gaf opdracht de kerk te herbouwen.
In 1497 werd de eerste steen gelegd. De laatgotische kerk werd voltooid in 1504. De spitse toren was 91 meter hoog. In 1735 echter begaf de hoge toren het onder de wind. De spits waaide eraf en werd vervangen door een klokvormige toren. De kerkfabriek besliste in 1850 de kerk uit te breiden. De gebouwen die in de volgende 4 jaar werden opgetrokken zijn echter in 1968 afgebroken. Zo verkreeg de kerk de omvang die ze nu heeft.

## Praalgraf van Kleef

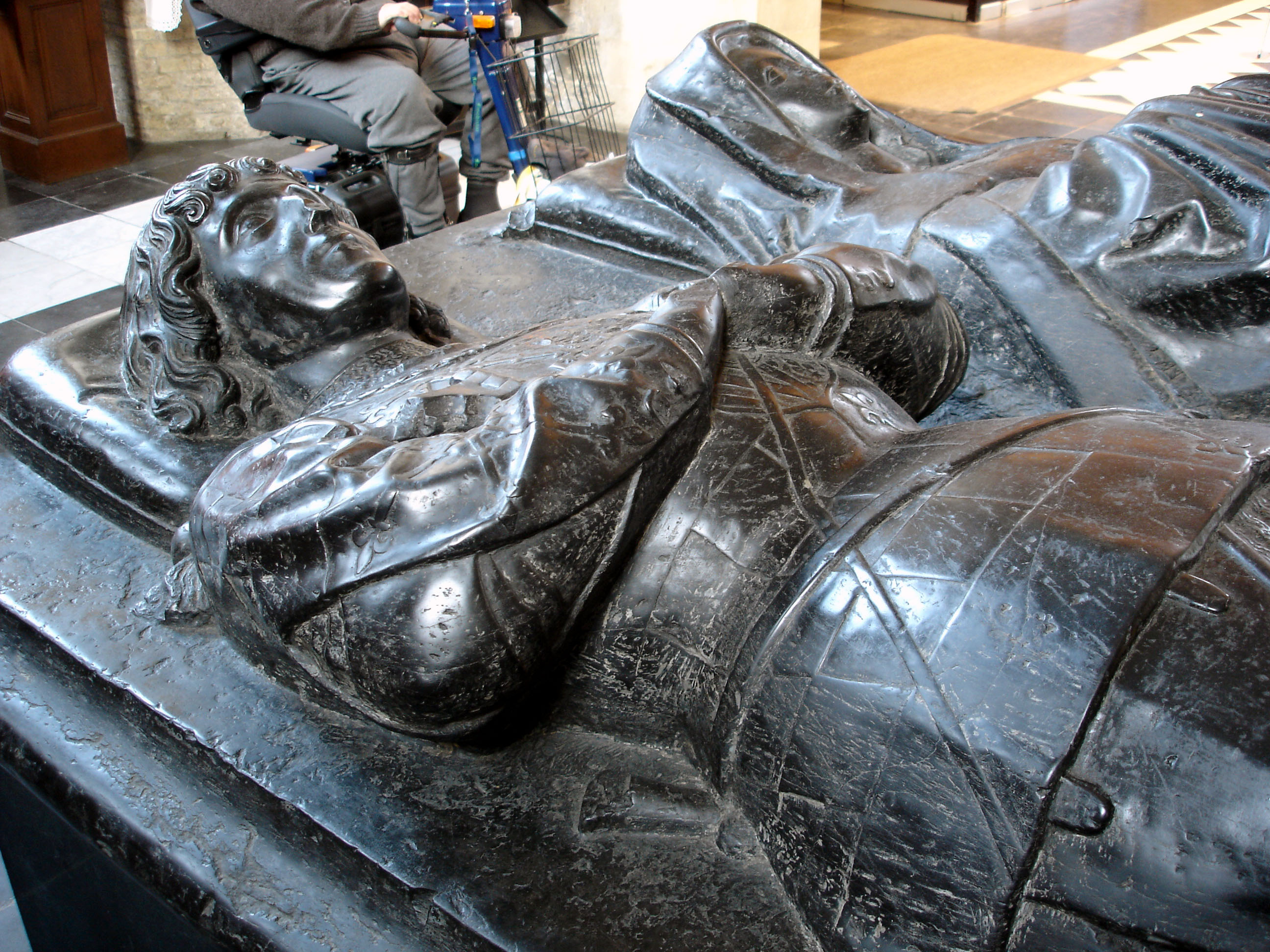
Praalgraf van Jan van Kleef en Johanna van Lichtervelde

Het praalgraf van Jan van Kleef en Johanna van Lichtervelde is sinds 2004 te bezichtigen achter in de kerk. De plaats van het praalgraf kende een vrij turbulente geschiedenis.
In 1504 werd het praalgraf van Jan van Kleef voltooid. 22 jaar later werd zijn vrouw bijgezet. In 1850 moest het echter plaats maken voor de uitbreiding van de kerk. Het monument werd geschonken aan de heer van Rumbeke. Hij schonk het opnieuw aan het museum van de Sint-Baafsabdij in Gent. Pas in 1999 kwam het praalgraf terug naar de Sint-Michielskerk. Het kreeg een plaatsje in de rechterhoek van de beuk.

## Museum
De kerk biedt plaats aan een van de grootste orgels van West-Vlaanderen. In de toren van de kerk is het klokkentorenmuseum. 75 klokken en 2 beiaarden bevinden zich op de 12 verdiepingen.
In de kerk zelf hangen vele schilderijen, van onder meer Bernard Mioen, Désiré Mergaert, Ferdinand Callebert, Jacob van Oosten en Van Deijck. Ten slotte is er nog de barokke predikstoel. Het houtsnijwerk stelt het verhaal van de wijngaard van Nabot voor. De stoel zou oorspronkelijk in de kerk van de Karmelieten in Brugge hebben gestaan.

## Interieur (galerij)

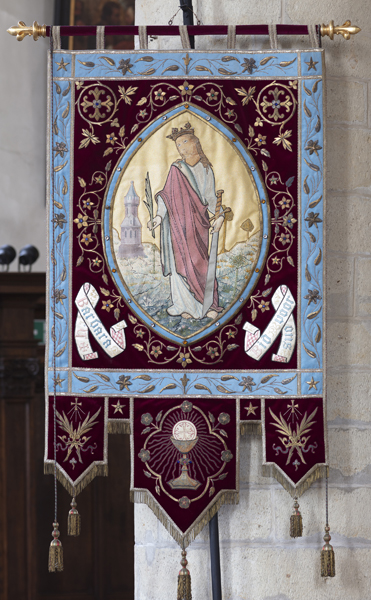
Processievaandel voor de H. Barbara
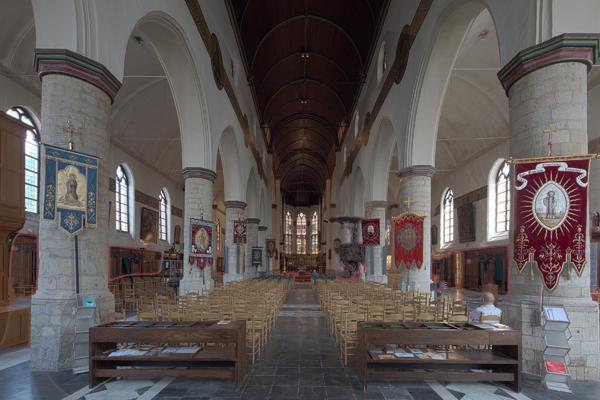
Interieur
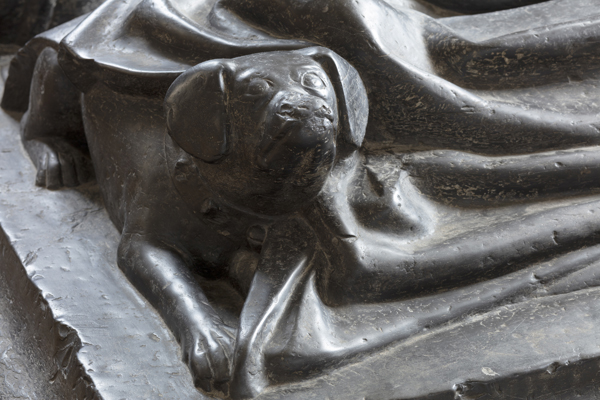
Praalgraf (detail)
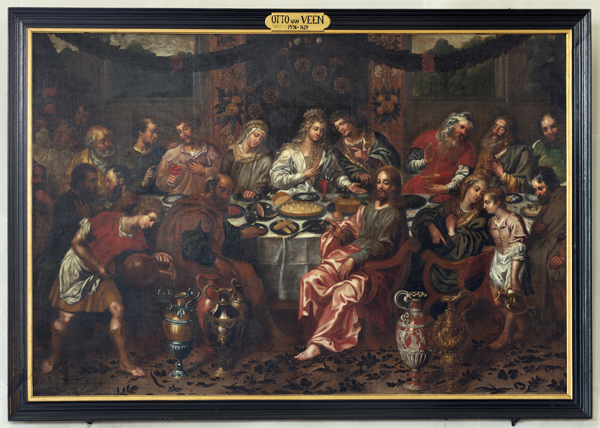
Schilderij (mogelijk door Otto van Veen)